# Lee Stringer
Lee Stringer író, aki hajléktalanként és drogosként élt New York utcáin a korai 1980-as évektől az 1990-es évek közepéig. Korábban a Street News (Utcai Hírek) szerkesztője, valamint állandó cikkírója volt. Esszéi és cikkei a The Nation, a The New York Times és a Newsday című lapokban jelentek meg. Stringer és Kurt Vonnegut beszélgetése az írásról könyvben is napvilágot látott Fedél nélkül New Yorkban címmel (Like Shaking Hands With God).
Jelenleg Mamaroneckben él.

## Könyvei
- Grand Central Winter. Seven Stories Press, 1998. ISBN 1-888363-57-6
- Like Shaking Hands With God. Seven Stories Press, 2000. ISBN 1-58322-002-X (Kurt Vonneguttal)
- Sleepaway School. Seven Stories Press, 2004. ISBN 1-58322-478-5

## Magyarul
- Fedél nélkül New Yorkban / Lee Stringer, Kurt Vonnegut: Beszélgetések az írásról; ford. Szántai Zsolt; Nyitott Könyvműhely, Bp., 2006